# Сейфулин, Хамид Мухамедзянович
Сейфулин Хамид Мухамедзянович (1902-1978) — первый историограф Тувы, кандидат исторических наук, Заслуженный работник культуры Тувинской АССР.

## Биография
Сейфулин Хамид Мухамедзянович родился в 1902 году в г. Стерлитамак Уфимской губернии Республики Башкортостан в семье служащих. Когда был подростком, подрабатывал младшим приказчиком у торговцев. В 1919 г. добровольно вступил в ряды Красной Армии, где он служил сначала в военизированной милиции, затем в войсках ВЧК-ГПУ политруком роты. С 1921 по 1924 г. учился в Коммунистическом университете трудящихся Востока имени И. В. Сталина по специальности преподаватель социально-экономических дисциплин. Окончив университет, остался там же работать лектором для преподавания. В том же году по заданию партии был направлен в Донбасс, где преподавал и заведовал учебной частью Артемьевской окружной советской партийной школы. В 1928 г. поступил в аспирантуру Московской научно-исследовательской ассоциации по изучению национальных и колониальных проблем (НИАНиКП) и одновременно преподавал в КУТВ. Там же Х. М. Сейфулин познакомился с тувинскими студентами и Тувой. Начиная с 1929 года вся его научно-преподавательская деятельность была неразрывно связана с Тувой. Он преподавал и заведовал монголо-тувинской кафедрой, неоднократный участник научных экспедиций и командировок в Тувинскую Народную Республику (1930, 1931, 1934, 1936, 1938 гг.) В 1935 г. ему присвоено ученое звание доцент. В 1941 г. Х. М. Сейфулин добровольно вступил в ряды Красной Армии, участвовал в многочисленных боях в качестве агитатора полка. В 1943 г. он был демобилизован. В 1944 г. им была успешно защищена диссертация по тувинской тематике на соискание ученой степени кандидата исторических наук по теме «Краткий очерк по истории Тувинской Народной Республики». В этом же году Х. М. Сейфулин направляется в Тувинскую автономную область. И до 1958 года работал заместителем директора по науке ТНИИЯЛИ (ТИГПИ), преподавателем Тувинской областной партийной школы и на общественных началах — лектором вечернего университета марксизма-ленинизма при Кызылском горкоме КПСС. Он — автор около 40 научных трудов по истории и экономике Тувы, имя его находится в одном ряду с такими выдающимися тувиноведами как А. А. Пальмбах и В. И. Дулов, активно принимал участие а подготовке и издании многих коллективных трудов ТНИИЯЛИ. После выхода на пенсию Хамид Мухамедзянович Сейфулин вернулся в Москву, где жила его семья. Он умер в 1978 году.

## Основные научные труды
- История Тувы. Краткий очерк. (1958)
- Образование Тувинской автономной области РСФСР (1954)
- К истории иностранной военной интервенции и гражданской войны в Туве (1956) и др.

## Награды и звания
- орден «Знак почета»
- медаль «За отвагу»
- медаль «За победу над Германией в Великой Отечественной войне 1941—1945 гг.»
- медаль «За доблестный труд в годы Великой Отечественной войны 1941—1945 гг».
- Почетная грамота Президиума Верховного Совета Тувинской АССР
- заслуженный работник культуры Тувинской АССР.